# カレン・ケイン
カレン・ケイン（Karen Alexandria Kain,1951年3月28日 - ）は、カナダのバレエダンサー・バレエ指導者である。カナダ・ナショナル・バレエスクールでバレエを学び、1969年にナショナル・バレエ・オヴ・カナダ (en) （NBC）に入団した。1970年にNBCのプリンシパルに昇進し、1997年に引退した。引退後もNBCで常任アーティストとしての活動を続け、2005年から2021年まで芸術監督を務めた。
ケインはカナダ国外でも多くのバレエ団に客演し、母国から完全に活動拠点を移すことなく国際的な名声と称賛を得た初のカナダ人バレエダンサーとなった。現役時代にはルドルフ・ヌレエフと頻繁に共演したことでも知られる。夫は俳優兼プロデューサーのロス・ペティ。

## 経歴
オンタリオ州ハミルトンの生まれ。4人の子のうち最年長である。母親の意向でバレエを始めたのは6歳のときで、姿勢の矯正と心身鍛錬のためであった。1962年（11歳）からは奨学金を得てトロントのカナダ・ナショナル・バレエスクールでバレエを学んだ。少女時代にはガールスカウト運動に参加している。
1969年、18歳になったケインはセリア・フランカ (en) （NBC創設者で当時は芸術監督を務めていた）の勧誘によってNBCに入団した。入団後の昇進は早く、『白鳥の湖』での主役デビューを経て1970年にNBCのプリンシパルに昇進した。NBCの同僚ダンサー、フランク・オーガスティン (en) としばしば踊り、そのパートナーシップが称賛された。
1973年、ケインとオーガスティンはモスクワ国際バレエコンクールに出場した。ケインは女性の部で銀メダルを獲得し、オーガスティンとともに最優秀パ・ド・ドゥ賞も受賞した。この2人に注目した人々の中にルドルフ・ヌレエフがいた。コンクールに先んじる1972年に、ヌレエフはNBCに『眠れる森の美女』を演出していた。ヌレエフの助力によってケインとオーガスティンはカナダで最も人気のあるダンスパートナーとして名声を高め、「黄金の双子」（Gold Dust Twins）と呼ばれるようになった。1973年から1984年にかけてケインとヌレエフは頻繁に共演し、テレビ番組にも数回出演した、
ケインはカナダ国外でも多くのバレエ団に客演し、1974年から1982年の間はマルセイユ国立バレエ団でプリンシパルを務めた。ただし彼女はカナダとNBCをあくまでも活動の本拠としていた。
ケインは舞台生命の長いダンサーで、40代に入ってもほとんどのクラシック・バレエ作品において主役を踊り続けた。キャリアが終盤に差しかかると、舞踊技巧よりも創造性や劇的表現などへの傾斜を深め、次第に体力的負担の少ない作品へと移行していった。1994年にはジェームズ・クデルカ (en) 振付『女優』初演に主演した。1996年に引退の意思を表明し、これを受けて1997年の夏から初秋にかけてカナダ国内を巡るフェアウェル・ツアーが開催された。引退後もダンサーとして活動を続け、ネザーランド・ダンス・シアターのシニアカンパニーやさまざまなガラ公演に出演した。
ケインは1998年にNBC芸術監督のジェームズ・クデルカから招聘を受けて常任アーティストとして復帰し、1999年には芸術監督補佐となった。『ロメオとジュリエット』のキャピュレット夫人役で舞台に立ったこともあったが、活動の主体はダンサーの指導や上演作品の選定と演出、そしてNBCの上級経営管理チームの一員としてであった。
2005年5月にクデルカがNBC芸術監督を突然辞任すると、すぐにケインが後任となった。監督就任後の初シーズン（2006年）には、ルドルフ・ヌレエフ版『眠れる森の美女』を再演した。
ケインはNBC芸術監督の立場として、カナダ国外への公演ツアーを再開することと世界トップクラスの振付家を招聘すること、そして若い才能を発掘し育成することを目標に掲げた。彼女は在任中にクリストファー・ウィールドンの『ポリフォニア』（2007年）と『冬物語』（2015年）、アレクセイ・ラトマンスキーの『ロメオとジュリエット』（2011年）、ケネス・マクミランの『マノン』（2014年）、ジョン・ノイマイヤーの『ニジンスキー』（2014年）などをNBCのレパートリーに加え、それらは好評で迎えられた。
ケインは2019年10月にNBC芸術監督を2021年1月で退くことを表明した。退任後の2021年7月1日には、名誉芸術監督に任命された。彼女の在任中、NBCは芸術的にも商業的にも大きな成功を収め、在任期間14年のうち10年は黒字経営であった。カナダ国外への公演ツアーは23回、新作の発表は24を数え、募金キャンペーンを通じて1億4万ドルの調達に成功している。退任後の2021年6月にはNBC在籍50周年を記念して、エリック・ブルーン振付の『白鳥の湖』再演で監督デビューを果たした。この作品はのちにチェルシー・マクムラン（en:Chelsea McMullan）によるドキュメンタリー映画『Swan Song』（en:Swan Song (2023 film))の題材となっている。

## レパートリーと評価
ケインは強固なクラシック・バレエの舞踊技巧と劇的な表現力をあわせ持ったバレエダンサーであった。芸域は広く、クラシック・バレエの名作と近現代の作品の双方で成功を収めている。
ケインは5フィート7インチ（約170.2センチメートル）と長身のダンサーだった。『白鳥の湖』の白鳥の女王や『眠れる森の美女』のオーロラ姫、『ジゼル』のタイトル・ロールなどの伝統的な役柄に個性を生かし、『ロメオとジュリエット』（ジョン・クランコ振付）ではドラマチックな役柄に胸が張り裂けるような緊張感をもたらした。フレデリック・アシュトン振付の『ラ・フィーユ・マル・ガルデ』では、ロマンティック・コメディ的な役柄を軽快に踊り演じた。『20世紀ダンス史』では彼女について「彼女のクオリティーはテクニックよりも動きに色や影をつけることができるたぐいまれな才能にあり、また彼女はすばらしい女優でもあった」と称賛している。
カナダでの職業的バレエ団はロイヤル・ウィニペグ・バレエ団（1939年活動開始）に始まり、ナショナル・バレエ・オヴ・カナダ（1951年活動開始）、グラン・バレエ・カナディアン（1957年活動開始）が続いた。この3つのバレエ団は「カナダ3大バレエ団」との評価と成功を得ていて、その成功を追うようにカナダ国内で中小のバレエ団が活動を始めていた。ただし、1970年代まではリン・シーモア、ジェニファー・ペニー (en) などに代表されるカナダ出身のバレエダンサーはカナダ国外のバレエ団に活動の場を求めていた。
やがてケインを始めヴェロニカ・テナント (en) 、フランク・オーガスティンなどが登場し、カナダ国内を主な活動の場とする人気ダンサーの時代が到来した。とりわけケインは経歴の項ですでに述べたとおり、カナダ国外でもマルセイユ国立バレエ団の他、ボリショイ・バレエ団、パリ・オペラ座バレエ団、ロンドン・フェスティヴァル・バレエ団（現：イングリッシュ・ナショナル・バレエ団）、ウィーン国立バレエ団などさまざまなバレエ団に客演しながらも、母国から完全に活動拠点を移すことなく国際的な名声と称賛を得た初のカナダ人バレエダンサーとなり、カナダ国内でも高い人気を得ていた。
ケインのキャリア初期から、多くの振付家が彼女に注目していた。ローラン・プティ振付『ナナ』（パリ・オペラ座バレエ団、1976年）を始め、グレン・テトリー振付『アリス』、『ラ・ロンド』（ともに1987年）など多数の新作の初演に起用された。特にジェームズ・クデルカとは強力な創造的パートナーシップを築きあげ、『ミュージングス』（1991年）、『春のめざめ』、『女優』（ともに1994年）の初演者となった。
彼女の舞台映像は、ナショナル・バレエ・オヴ・カナダでの『眠れる森の美女』（1972年、フロリナ王女役）、マルセイユ国立バレエ団での『コッペリア』（1975年、スワニルダ役）がある。後者では作品のヒロイン、スワニルダを優れた舞踊技巧を駆使して軽快に踊り演じ「いかにも女性賛美の振付家（ローラン・）プティのヒロインらしく青年たちにちやほやされるスワニルダを、チャーミングに演じている」と称賛された。
2021年の春、カナダ郵便公社はケインの芸術的業績を讃えて
「バレエの伝説」という記念切手を発行している。

## 人物と私生活
ケインは慈善団体や公的機関でのボランティア活動に取り組み、トロント動物愛護協会やカナダ里親計画などで活動した。さらに、ダンサー・トランシテーション・リソースセンター (en) の創設と会長職を務めた。この組織は、一線を退いたダンサーが新たなキャリアへと円滑に移行する支援を行うものである。
ケインは俳優兼プロデューサーのロス・ペティと結婚している。ペティ自身の言によると、2人の出会いは1982年のことであった。当時のペティは8年にわたってニューヨークに住み、スティーヴン・ソンドハイムのミュージカル『スウィーニー・トッド』のタイトル・ロールにキャスティングされていた。『スウィーニー・トッド』はアメリカ全土で公演したのち、トロントのロイヤル・アレキサンドラ・シアターで最終公演を迎えた。ペティはケインが素晴らしいバレリーナだという評判を聞いていたため、共通の友人を通して彼女を『スウィーニー・トッド』に招待した。ケインは翌日イタリアでの舞台公演に出発する予定であったが、ペティの誘いに応じた。
ケインがイタリアに旅立った後、ペティは彼女の留守番電話に「私はただ1つだけの理由でトロントに残っています。電話をください」とメッセージを残した。ケインはペティに連絡を取り、その後の2人は数か月の間トロントとニューヨークを行き来して愛情を深めていった。そして1983年5月28日に2人は結婚した。
ケインとペティは舞台でも共演した。家族向けのミュージカル作品へのゲスト出演で子供も大人も楽しめる作品に仕上がり、満足のいくものとなった。ペティはオナー・ブラックマンやアンドリュー・サックスなどともショーで共演し、やがて自らプロデュースを手がけるようになった。

## 主な栄典・名誉学位

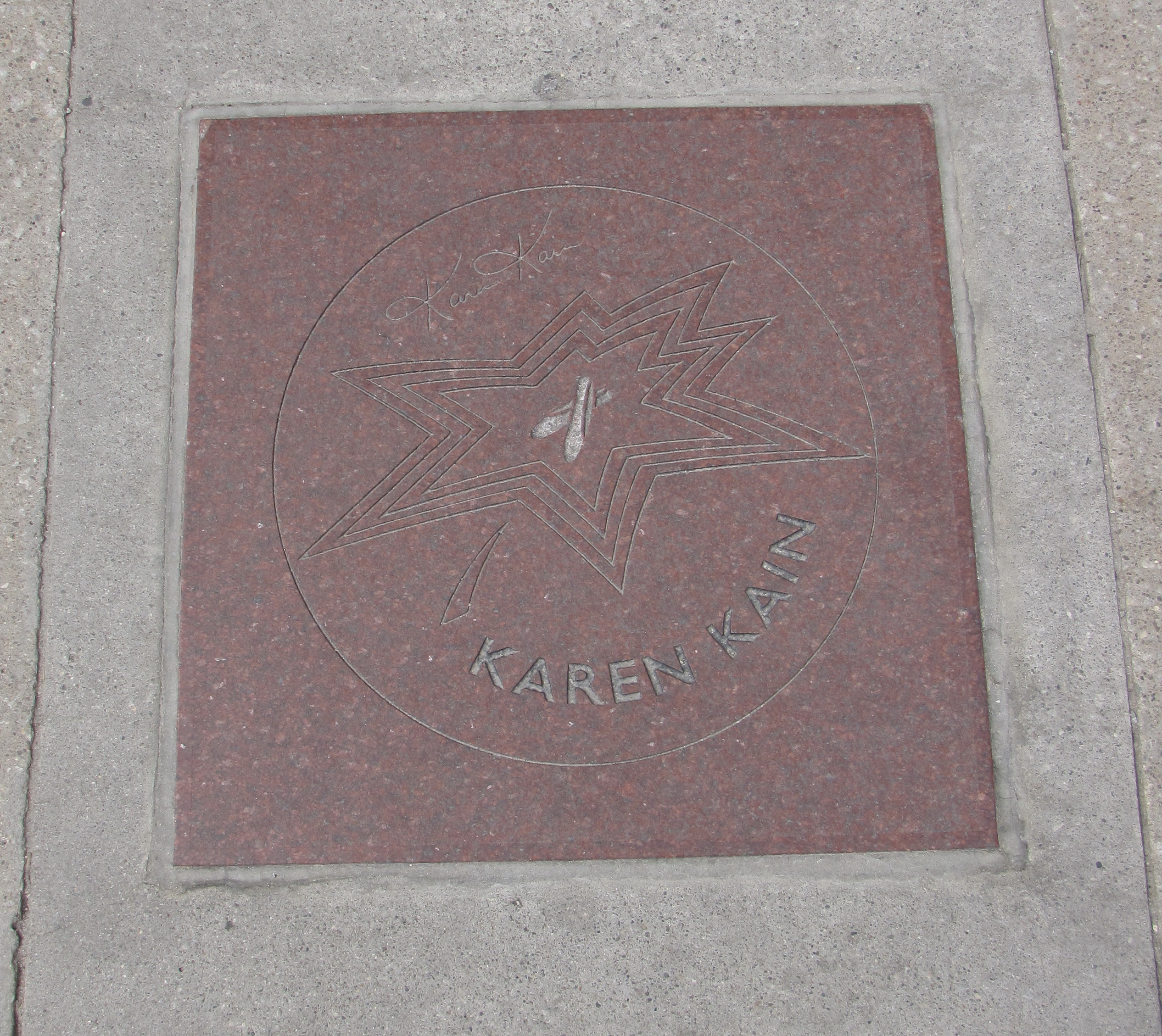
カレン・ケインのスター（カナダ・ウォーク・オブ・フェイム）

ケインはその功績により、さまざまな賞や栄典を受けている。以下に主なものを挙げる。
- カナダ勲章オフィサー（1976年）[3]
- オンタリオ勲章 (en) （1990年）[3][17]
- カナダ勲章コンパニオン（1991年）[3][18]
- カナダ・ウォーク・オブ・フェイム（1998年）[3]
- フランス芸術文化勲章オフィシエ（2002年）[3]
- エリザベス2世ゴールデンジュビリーメダル (en) （2002年）[3][19]
- エリザベス2世ダイヤモンドジュビリーメダル (en) （2002年）[3][20][21]
- ヨーク大学文学博士（1979年）[3]
- マクマスター大学法学博士（1979年）[3]
- トレント大学法学博士（1982年）[3]
- ブリティッシュコロンビア大学文学博士（1988年）[3]
- ブロック大学法学博士（1990年）[3]
- トロント大学法学博士（1993年）[3]

ケインは2004年から2008年までカナダ芸術評議会の議長を務め、2007年には彼女を称えてカレン・ケイン・スクール・フォー・アーツが開校した。